# Hell or High Water
Hell or High Water (titulada Comanchería en España, Enemigo de todos en México y Sin nada que perder en el resto de Hispanoamérica) es una película estadounidense del género thriller neowestern estrenada en 2016, dirigida por David Mackenzie y escrita por Taylor Sheridan, cuyo guion fue el ganador de the Blacklist en 2012.
La película sigue a dos hermanos que planean robar varios bancos para salvar su granja familiar, y está protagonizada por Chris Pine, Ben Foster y Jeff Bridges. El rodaje comenzó el 26 de mayo de 2015 en Clovis, Nuevo México.

## Reparto
- Jeff Bridges como Marcus Hamilton, un ranger de Texas.
- Chris Pine como Toby Howard.
- Ben Foster como Tanner Howard.
- Gil Birmingham como Alberto Parker, el socio de Hamilton, de ascendencia comanche y mexicana.
- Katy Mixon como Jenny Ann.
- Dale Dickey como Elsie.
- Kevin Rankin como Billy Rayburn.
- Melanie Papalia como Emily.
- Christopher W. Garcia como Randy Howard.

El escritor Taylor Sheridan hace un cameo.

## Estreno
La película se estrenó en el 69.º Festival Anual de Cine de Cannes el 16 de mayo de 2016. Se estrenó de manera limitada en Estados Unidos el 12 de agosto de 2016, con una expansión el 19 de agosto, y el estreno general el 26 de agosto. La película se estrenó en el Reino Unido e Irlanda el 9 de septiembre de 2016.

## Nominaciones y premios
El 24 de enero de 2017 se dieron a conocer las nominaciones para la edición número 89 de los premios Oscar. Comanchería fue nominada a las categorías de mejor película, mejor actor de reparto (a Jeff Bridges), mejor guion original y mejor montaje.

### Premios Óscar
| Año  | Categoría              | Persona                 | Resultado |
| ---- | ---------------------- | ----------------------- | --------- |
| 2016 | Mejor película         | Carla Hocken Julie Yorn | Nominada  |
| 2016 | Mejor actor de reparto | Jeff Bridges            | Nominado  |
| 2016 | Mejor guion original   | Taylor Sheridan         | Nominado  |
| 2016 | Mejor montaje          | Jake Roberts            | Nominada  |